# John Bolling
Pour les articles homonymes, voir Bolling.
John Fairfax Bolling (né le 27 janvier 1676 et mort le 20 avril 1729) est un colon américain. Il est le petit-fils de l'Américain Thomas Rolfe, lui-même fils de l'Amérindienne Pocahontas et de l'Anglais John Rolfe.